# Andhadhun
Pour plus de détails, voir Fiche technique et Distribution.
Andhadhun (अंधाधुन) est un film indien réalisé par Sriram Raghavan, sorti en 2018. Il s'agit d'un remake du court métrage français L'Accordeur.

## Synopsis
Un pianiste malvoyant accumule les ennuis lorsqu'il se retrouve malencontreusement sur la scène du meurtre d'un ancien acteur.

## Fiche technique
- Titre : Andhadhun
- Titre original : अंधाधुन
- Réalisation : Sriram Raghavan
- Scénario : Arijit Biswas, Yogesh Chandekar, Sriram Raghavan, Hemanth M. Rao et Pooja Ladha Surti
- Musique : Daniel B. George, Girish Nakod, Raftaar et Amit Trivedi
- Photographie : K. U. Mohanan
- Montage : Pooja Ladha Surti
- Production : Kewal Garg, Hetvi Karia, Sanjay Routray et Ashok Vashodia
- Société de production : Matchbox Pictures et Viacom18 Motion Pictures
- Pays de production :  Inde
- Genre : Thriller et comédie noire
- Durée : 139 minutes
- Date de sortie : 
  - Inde : 5 octobre 2018

## Distribution
- Tabu : Simi Sinha
- Ayushmann Khurrana : Akash
- Radhika Apte : Sophie
- Anil Dhawan : Pramod Sinha
- Manav Vij : Manohar Jawanda
- Zakir Hussain : Dr. Swami
- Ashwini Kalsekar : Rasika Jawanda
- Chhaya Kadam : Saroja
- Pawan Singh : Murli

## Distinctions
Le film a été nommé pour onze Filmfare Awards et en a reçu cinq : meilleur film, meilleur acteur pour Ayushmann Khurrana (ex æquo avec Ranveer Singh pour Padmaavat), meilleur scénario, meilleur montage et meilleure musique d'arrière-plan.

## Remakes
Lui-même adaptation d'un court métrage français, L'Accordeur, Andhadhun a lui même connu trois remakes : Maestro en 2021 en télougou, Bhramam en 2021 en malayalam et Andhagan en 2024 en tamoul.